# 三沢市
三沢市（みさわし）は、青森県の東部にある市。在日米軍三沢基地が所在し、そこに所属の軍人・軍属とその家族で約1万人も住む。基地所属部隊はアメリカ各軍（主に空軍）および航空自衛隊。
詩人・劇作家の寺山修司の故郷であり、寺山修司記念館がある。

## 地理

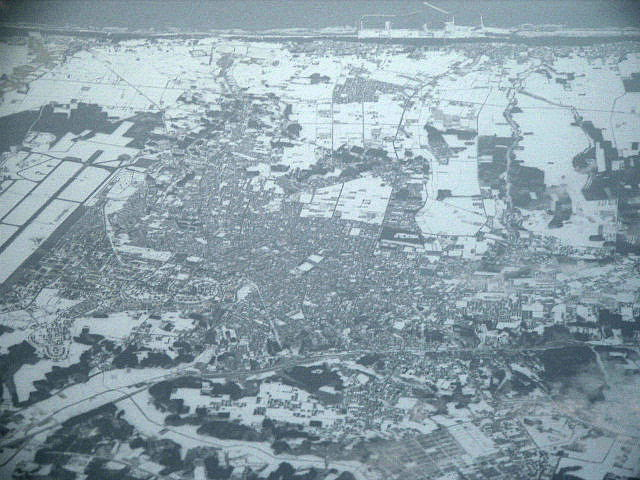
三沢市街（左が北。2005年1月）

- 山 : 頭無（41.8m）、天狗森（42.8m）、鯨森 （44.2m）（最高海抜57m）
- 河川 : 高瀬川、三沢川、古間木川、姉沼川、氷沢川
- 湖沼 : 姉沼、小田内沼、根井沼

### 人口
三沢市の外国人登録人口は全人口の1%程度だが、アメリカ軍の三沢基地に関連して約1万人のアメリカ人が住んでいるため人口の20%程度がアメリカ人であるといえる（2007年7月末）。
- 人口 : 39,122人
- アメリカ人・軍属およびその家族 : 約10,000人

| |                                        |  |
| 三沢市と全国の年齢別人口分布（2005年） | 三沢市の年齢・男女別人口分布（2005年） |  |
| ■紫色 ― 三沢市 ■緑色 ― 日本全国 | ■青色 ― 男性 ■赤色 ― 女性              |  |
| 三沢市（に相当する地域）の人口の推移 \| 1970年（昭和45年） \| 35,343人 \| \| \| 1975年（昭和50年） \| 37,437人 \| \| \| 1980年（昭和55年） \| 39,962人 \| \| \| 1985年（昭和60年） \| 41,425人 \| \| \| 1990年（平成2年） \| 41,342人 \| \| \| 1995年（平成7年） \| 41,605人 \| \| \| 2000年（平成12年） \| 42,495人 \| \| \| 2005年（平成17年） \| 42,425人 \| \| \| 2010年（平成22年） \| 41,258人 \| \| \| 2015年（平成27年） \| 40,196人 \| \| \| 2020年（令和2年） \| 39,152人 \| \| |                                        |  |
| 総務省統計局 国勢調査より |                                        |  |
| 1970年（昭和45年） | 35,343人                               |  |
| 1975年（昭和50年） | 37,437人                               |  |
| 1980年（昭和55年） | 39,962人                               |  |
| 1985年（昭和60年） | 41,425人                               |  |
| 1990年（平成2年） | 41,342人                               |  |
| 1995年（平成7年） | 41,605人                               |  |
| 2000年（平成12年） | 42,495人                               |  |
| 2005年（平成17年） | 42,425人                               |  |
| 2010年（平成22年） | 41,258人                               |  |
| 2015年（平成27年） | 40,196人                               |  |
| 2020年（令和2年） | 39,152人                               |  |

令和2年国勢調査より前回調査からの人口増減を見ると、2.6％減の39,152人であり、増減率は県下40市町村中4位。

### 三沢都市圏
都市雇用圏（10 % 通勤圏）の人口は2015年時点で約4万人であり、三沢市も単独で三沢都市圏を形成している。
都市雇用圏（10 % 通勤圏）の変遷
- 10 % 通勤圏に入っていない自治体は、各統計年の欄で灰色かつ「-」で示す。

| 自治体 ('80) | 1980年                | 1990年                | 1995年                | 2000年                | 2005年                | 2010年                | 2015年                | 自治体 （現在） |
| ------------ | --------------------- | --------------------- | --------------------- | --------------------- | --------------------- | --------------------- | --------------------- | --------------- |
| 上北町       | -                     | 三沢 都市圏 6万1178人 | 三沢 都市圏 6万2783人 | 三沢 都市圏 6万5470人 | -                     | -                     | -                     | 東北町          |
| 三沢市       | 三沢 都市圏 3万9962人 | 三沢 都市圏 6万1178人 | 三沢 都市圏 6万2783人 | 三沢 都市圏 6万5470人 | 三沢 都市圏 5万6596人 | 三沢 都市圏 4万1258人 | 三沢 都市圏 4万0196人 | 三沢市          |
| 下田町       | 八戸 都市圏           | 三沢 都市圏 6万1178人 | 三沢 都市圏 6万2783人 | 三沢 都市圏 6万5470人 | 三沢 都市圏 5万6596人 | 八戸 都市圏           | 八戸 都市圏           | おいらせ町      |

- 2005年（平成17年）3月31日 - 上北町が（旧）東北町と合併して（新）東北町が発足し、三沢都市圏から脱落。
- 2006年（平成18年）3月1日 - 下田町が百石町と合併しておいらせ町が発足し、三沢都市圏から脱落。

## 気候
寒暖の差が大きく気温の年較差、日較差が大きい顕著な大陸性気候である。降雪量が多く、豪雪地帯に指定されている。
| 三沢（1991年 - 2020年）の気候      | 三沢（1991年 - 2020年）の気候 | 三沢（1991年 - 2020年）の気候 | 三沢（1991年 - 2020年）の気候 | 三沢（1991年 - 2020年）の気候 | 三沢（1991年 - 2020年）の気候 | 三沢（1991年 - 2020年）の気候 | 三沢（1991年 - 2020年）の気候 | 三沢（1991年 - 2020年）の気候 | 三沢（1991年 - 2020年）の気候 | 三沢（1991年 - 2020年）の気候 | 三沢（1991年 - 2020年）の気候 | 三沢（1991年 - 2020年）の気候 | 三沢（1991年 - 2020年）の気候 |
| 月                                 | 1月                           | 2月                           | 3月                           | 4月                           | 5月                           | 6月                           | 7月                           | 8月                           | 9月                           | 10月                          | 11月                          | 12月                          | 年                            |
| ---------------------------------- | ----------------------------- | ----------------------------- | ----------------------------- | ----------------------------- | ----------------------------- | ----------------------------- | ----------------------------- | ----------------------------- | ----------------------------- | ----------------------------- | ----------------------------- | ----------------------------- | ----------------------------- |
| 最高気温記録 °C （°F）             | 15.0 (59)                     | 16.7 (62.1)                   | 23.2 (73.8)                   | 29.2 (84.6)                   | 34.7 (94.5)                   | 35.3 (95.5)                   | 36.4 (97.5)                   | 37.0 (98.6)                   | 34.9 (94.8)                   | 29.1 (84.4)                   | 24.8 (76.6)                   | 18.7 (65.7)                   | 37.0 (98.6)                   |
| 平均最高気温 °C （°F）             | 2.3 (36.1)                    | 3.2 (37.8)                    | 7.3 (45.1)                    | 13.5 (56.3)                   | 18.2 (64.8)                   | 20.5 (68.9)                   | 24.3 (75.7)                   | 26.3 (79.3)                   | 23.6 (74.5)                   | 18.1 (64.6)                   | 11.5 (52.7)                   | 4.9 (40.8)                    | 14.5 (58.1)                   |
| 日平均気温 °C （°F）               | −1.1 (30)                     | −0.6 (30.9)                   | 2.8 (37)                      | 8.3 (46.9)                    | 13.2 (55.8)                   | 16.3 (61.3)                   | 20.3 (68.5)                   | 22.2 (72)                     | 19.2 (66.6)                   | 13.3 (55.9)                   | 7.0 (44.6)                    | 1.2 (34.2)                    | 10.2 (50.4)                   |
| 平均最低気温 °C （°F）             | −4.4 (24.1)                   | −4.2 (24.4)                   | −1.3 (29.7)                   | 3.6 (38.5)                    | 8.8 (47.8)                    | 12.9 (55.2)                   | 17.3 (63.1)                   | 19.2 (66.6)                   | 15.5 (59.9)                   | 8.9 (48)                      | 2.9 (37.2)                    | −2.0 (28.4)                   | 6.4 (43.5)                    |
| 最低気温記録 °C （°F）             | −12.5 (9.5)                   | −14.2 (6.4)                   | −10.7 (12.7)                  | −5.4 (22.3)                   | 0.0 (32)                      | 4.0 (39.2)                    | 8.0 (46.4)                    | 9.8 (49.6)                    | 5.5 (41.9)                    | −0.4 (31.3)                   | −6.6 (20.1)                   | −11.1 (12)                    | −14.2 (6.4)                   |
| 降水量 mm （inch）                 | 51.7 (2.035)                  | 45.7 (1.799)                  | 58.2 (2.291)                  | 62.4 (2.457)                  | 88.2 (3.472)                  | 105.8 (4.165)                 | 143.0 (5.63)                  | 156.4 (6.157)                 | 164.0 (6.457)                 | 105.6 (4.157)                 | 68.1 (2.681)                  | 61.2 (2.409)                  | 1,110.2 (43.709)              |
| 平均降水日数 （≥1.0 mm）           | 11.4                          | 10.2                          | 9.4                           | 8.8                           | 9.9                           | 9.3                           | 11.3                          | 11.1                          | 11.0                          | 9.1                           | 10.5                          | 10.7                          | 122.6                         |
| 平均月間日照時間                   | 119.0                         | 124.0                         | 170.5                         | 187.2                         | 192.6                         | 157.7                         | 137.2                         | 149.7                         | 145.6                         | 153.0                         | 126.4                         | 109.1                         | 1,772.1                       |
| 出典1：Japan Meteorological Agency |                               |                               |                               |                               |                               |                               |                               |                               |                               |                               |                               |                               |                               |
| 出典2：気象庁                      |                               |                               |                               |                               |                               |                               |                               |                               |                               |                               |                               |                               |                               |

## 歴史

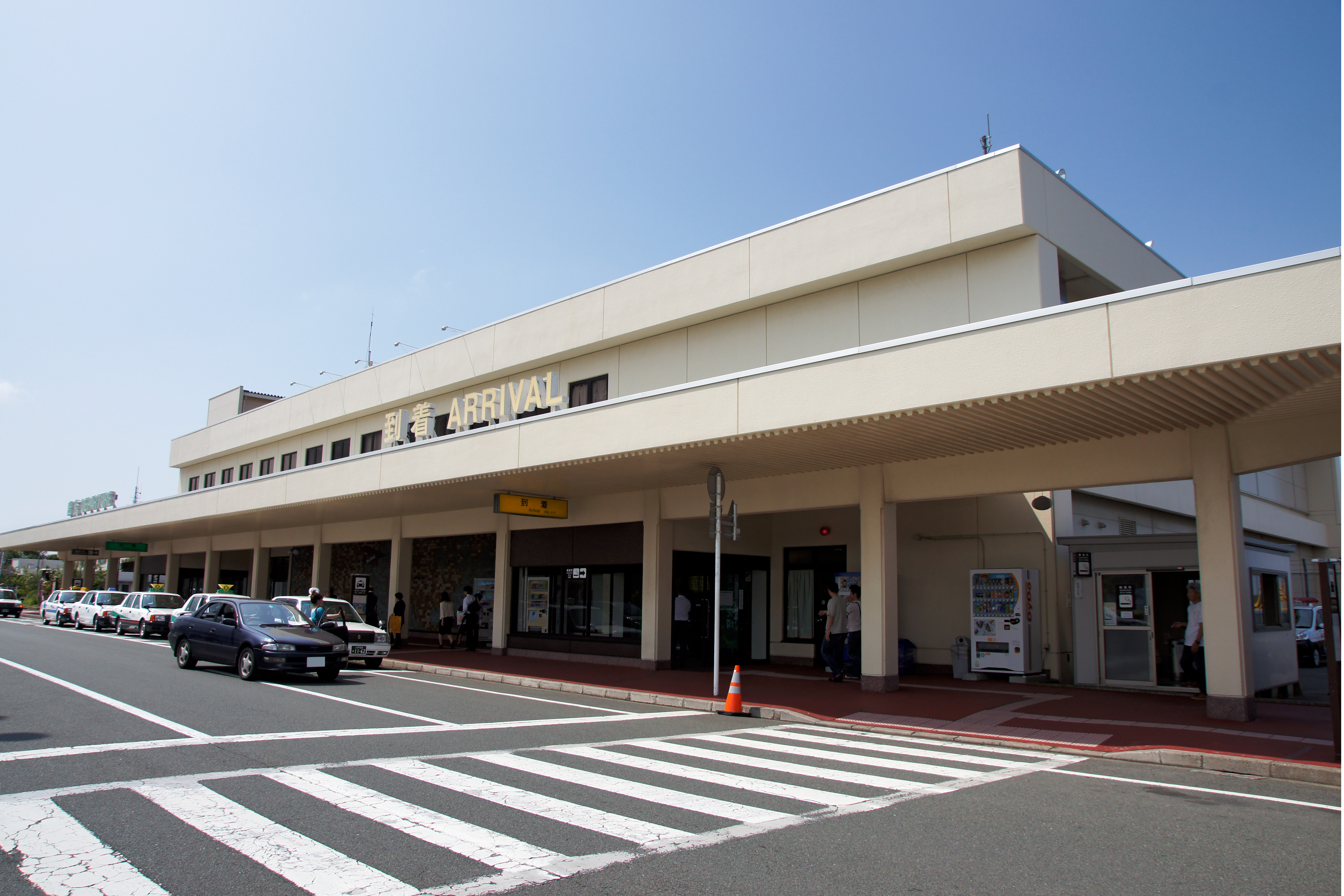
三沢空港 旅客ターミナルビル

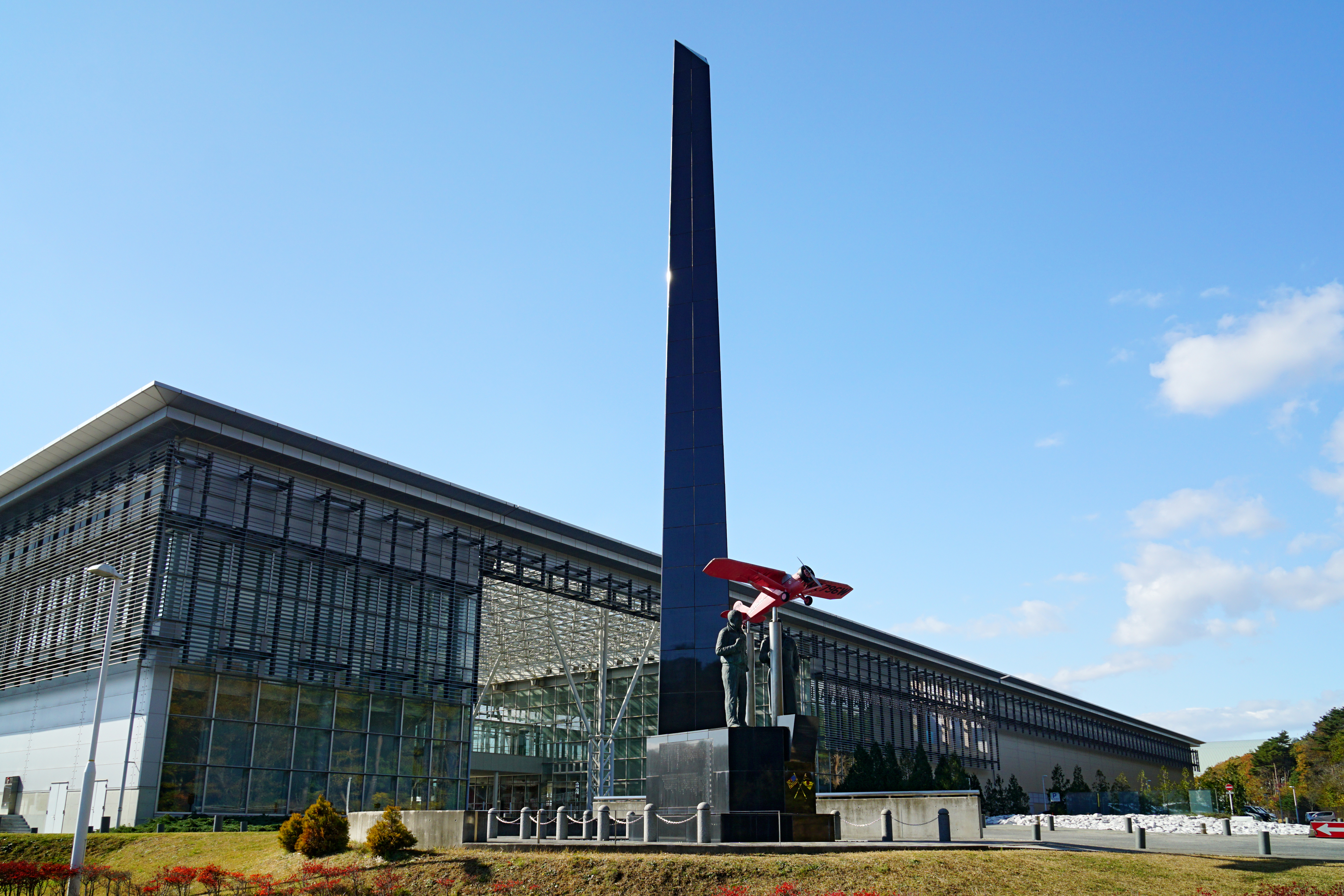
青森県立三沢航空科学館

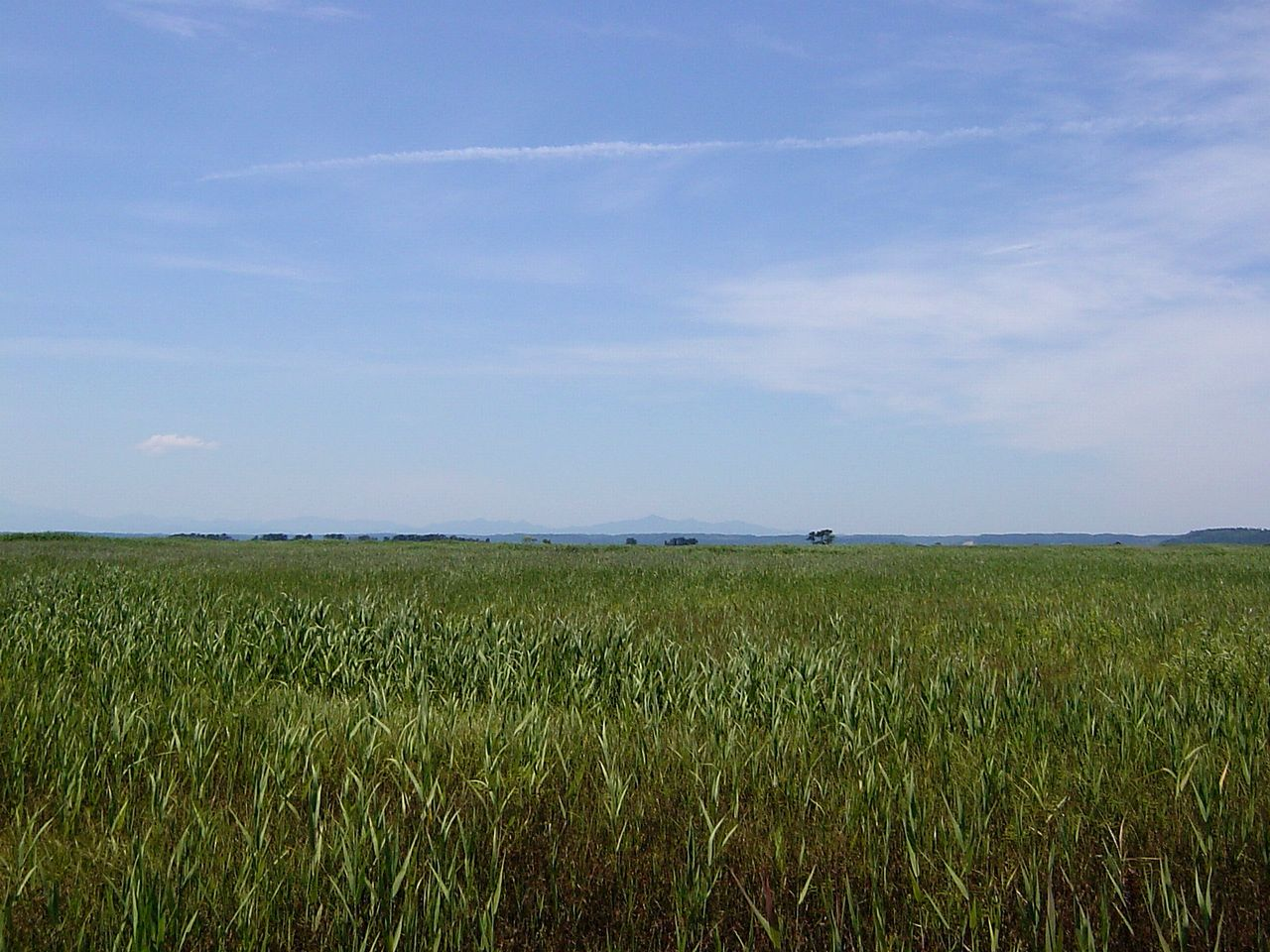
仏沼の湿地帯

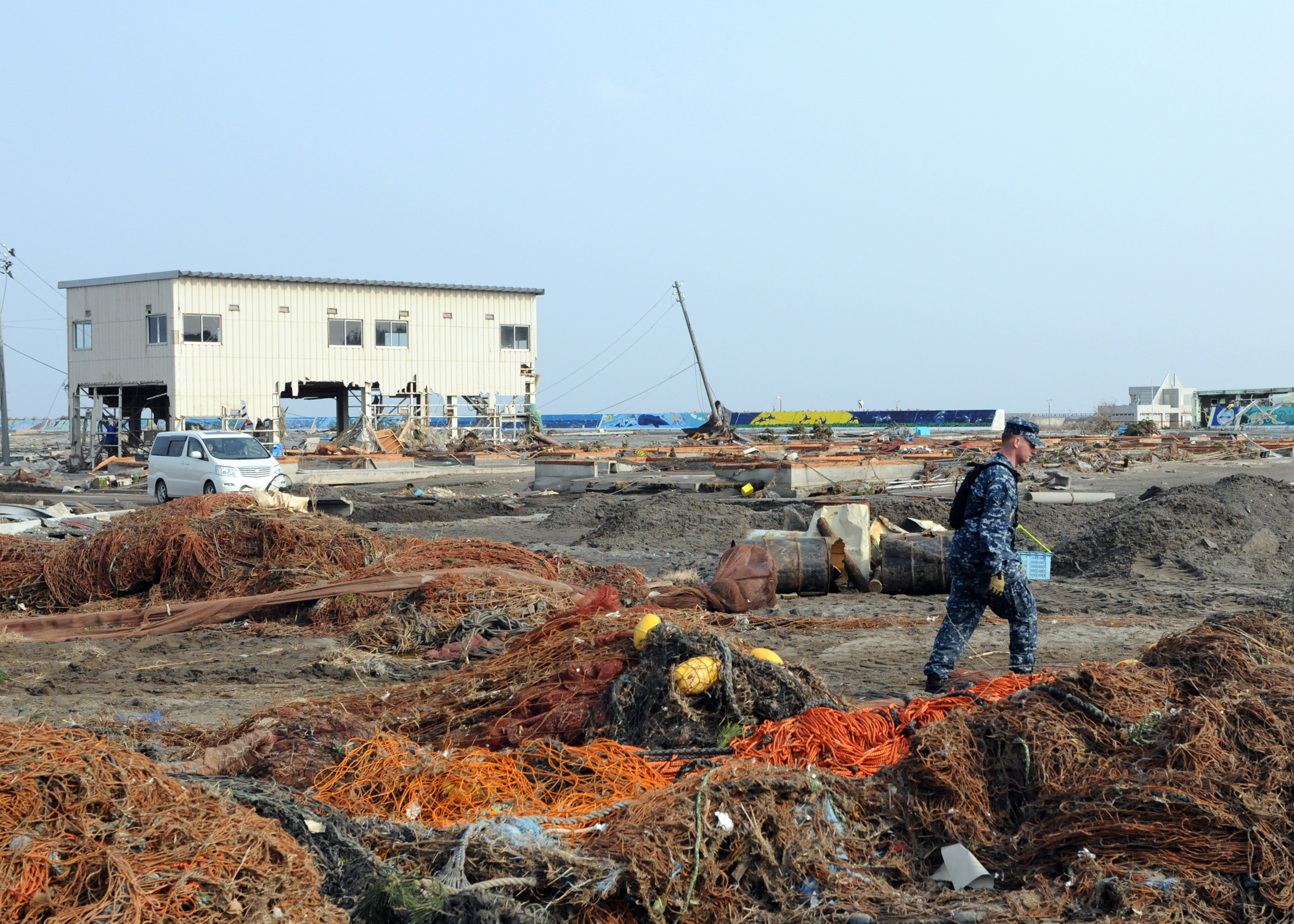
東日本大震災による津波の被害にあった三沢漁港（2011年3月）

- 1896年（明治29年）6月15日 - 三陸津波襲来。
- 1931年（昭和06年）10月4日 - 太平洋無着陸横断飛行を挑むミス・ビードル号、淋代海岸より午前7時1分発進。
- 1933年（昭和08年）3月3日 - 三陸津波襲来。
- 1948年（昭和23年）2月11日 - 上北郡三沢村と六戸村・下田村・浦野館村の3村の一部が合併し、大三沢町（おおみさわちょう）が発足。
- 1952年（昭和27年）1月11日 - 三沢空港開設、日本航空により千歳、東京便就航。
- 1958年（昭和33年）5月25日 - 大雨のため古間木新町で防空壕が崩壊。中で遊んでいた小学生6人が死亡[4]。
  - 9月1日 - 大三沢町が改称[5]、即日市制施行し三沢市となる[6]。
- 1961年（昭和36年）3月20日 - 東北本線古間木駅を三沢駅に改称。
- 1965年（昭和40年）3月31日 - 三沢空港閉鎖。
- 1966年（昭和41年）1月11日 - 三沢大火発生。市中心部の商店街など10.8haを焼き尽くす。
- 1968年（昭和43年）5月16日 - 十勝沖地震発生。震度5の強震が襲う。
- 1969年（昭和44年）8月19日 - 第51回全国高等学校野球選手権大会で三沢高校が準優勝。
- 1975年（昭和50年）5月10日 - 三沢空港運用再開。
- 1980年（昭和55年）9月2日 - 三沢漁港、一部供用開始。
- 1981年（昭和56年）10月4日 - ウェナッチ市と姉妹都市締結。
- 1987年（昭和62年）2月1日 - 鈴木重令市長就任。
- 1994年（平成06年）12月28日 - 三陸はるか沖地震発生。震度5の強震。
- 1996年（平成08年）2月4日 - 三沢アイスアリーナオープン。
- 1996年（平成08年）3月15日 - 関西国際空港便就航。
- 1996年（平成08年）7月4日 - ビードルプラザ・ダイエーとうてつ三沢店オープン。
- 1996年（平成08年）12月1日 - 三沢市屋内温水プールオープン。
- 1997年（平成09年）4月1日 - 三沢市ケーブルテレビジョン（MCTV）開局。
- 1997年（平成09年）7月27日 - 寺山修司記念館オープン。
- 2000年（平成12年）1月29日 - 第55回国民体育大会冬季大会が開催。
- 2000年（平成12年）7月20日 - 三沢ビードルビーチ、オープン。
- 2000年（平成12年）10月1日 - 道の駅みさわ斗南藩記念観光村オープン。
- 2001年（平成13年）8月23日 - 東ウエナッチ市と姉妹都市締結。
- 2002年（平成14年）7月25日 - よこまちストア三沢店、オープン
- 2003年（平成15年）2月 - 青森冬季アジア大会の一部競技が三沢アイスアリーナにて開催。
- 2003年（平成15年）8月8日 - 青森県立三沢航空科学館がオープン。
- 2004年（平成16年）4月27日 - おおぞら広場オープン。
- 2004年（平成16年）6月20日 - 2004MISAWA MXビードルカップ開催。
- 2005年（平成17年）4月13日 - 三沢堀口ショッピングセンター、オープン。
- 2005年（平成17年）11月8日 - 仏沼がラムサール条約に登録される。
- 2006年（平成18年）4月1日 - 三沢市立おおぞら小学校開校。
- 2009年（平成21年）12月19日 - アメリカ村がオープン。
- 2011年（平成23年）3月11日 - 東北地方太平洋沖地震で震度4を観測。地震と津波による、三沢市の被害額が78億（内訳：三沢漁港の被害額が45億）[7]、住家被害(全壊22棟、半壊19棟、一部破損40棟)、非住家被害102棟。[8]
- 2012年（平成24年）4月1日 - 十和田観光電鉄十和田観光電鉄線廃線。
- 2020年（令和2年）4月4日 - 三沢駅西口に三沢駅前交流プラザみーくるがオープン。

## 行政
- 市長：小桧山吉紀（こひやま よしのり、2019年6月17日 - 、2期目）
- 市議会：定数18人（現在の議員の任期は2024年3月19日まで）

### 歴代市長
| 代    | 氏名         | 就任                      | 退任                      | 備考                   |
| ----- | ------------ | ------------------------- | ------------------------- | ---------------------- |
| 初代  | 林静         | 1955年（昭和30年）5月1日  | 1959年（昭和34年）4月30日 |                        |
| 2-6   | 小比類巻富雄 | 1959年（昭和34年）5月1日  |                           |                        |
| 7-9   | 小桧山哲夫   | 1978年（昭和53年）9月7日  | 1986年（昭和61年）12月    | 収賄容疑で逮捕され辞職 |
| 10-14 | 鈴木重令     | 1987年（昭和62年）2月1日  | 2007年（平成19年）5月1日  | 在職中に死去           |
| 15-17 | 種市一正     | 2007年（平成19年）6月17日 | 2019年（令和元年）6月16日 |                        |
| 18    | 小桧山吉紀   | 2019年（令和元年）6月17日 |                           |                        |

## 産業
アメリカ軍および航空自衛隊三沢基地に大きく依存する。商業活動が主体である。
- 産業構成比率
  - 第一次産業：8.3%
  - 第二次産業：25.2%
  - 第三次産業：66.3%

### 漁業
- 三沢漁港
- 三沢市漁業協同組合

### 農業
- JAおいらせ 同市堀口に本店を構える。（なお、十和田市に本店を置き2008年4月に発足した「JA十和田おいらせ」とは別組合である。）
  - 長芋、ゴボウ、ニンニクに関しては有数の生産地である。

## 郵便

### 直営郵便局
- 三沢郵便局〔集配局〕（84081）〔幸町3丁目〕
- 三沢大津郵便局〔84030）〔大津1丁目〕
- 淋代郵便局（84203）〔淋代3丁目〕
- 三沢平畑郵便局（84234）〔平畑1丁目〕
- 三沢駅前郵便局（84242）〔本町2丁目〕
- 三沢大町郵便局（84274）〔大町2丁目〕

### 簡易郵便局
- 谷地頭簡易郵便局（84799）〔谷地頭2丁目〕（2022年3月1日より一時閉鎖）

## 姉妹都市・提携都市

### 海外
- ウェナッチ市（アメリカ合衆国ワシントン州）
ワシントン州シェラン郡。1981年（昭和56年）10月4日 姉妹都市提携 太平洋無着陸横断飛行の始点と終点
- イーストウェナッチ市（アメリカ合衆国ワシントン州）
ワシントン州ダグラス郡。2001年（平成13年）8月23日姉妹都市提携 同上

## 三沢空港
三沢空港の歴史は、1941年（昭和16年）に旧日本海軍が三沢地区に三沢飛行場を開設したことで始まる。1942年（昭和17年）には三沢海軍航空隊が創設された。終戦直後、アメリカ軍が空港を接収し拡張を行った。現代では、第35戦闘航空団が駐留している。航空自衛隊に至っては、1958年（昭和33年）には北部航空方面隊司令部が発足した。アメリカ軍および航空自衛隊の所属航空機はF-16、F-2、F-35A、E-2C、P-3C、CH-47などがある。
民間航空については、最初の旅客機就航は1952年（昭和27年）、日本航空による三沢-東京、三沢-千歳線であった。途中、約10年もの間就航が中止された時期もあったが、1975年（昭和50年）に東亜国内航空によって就航が再開された。現在は日本航空（JAL）が羽田空港、伊丹空港、丘珠空港への直行便を運航している。
アメリカ軍・自衛隊・民間航空の三者が共同使用する空港は、日本では2012年12月に山口県岩国市の岩国飛行場で民間定期便が再開されるまで三沢空港が唯一であった。

## 地域

### 所轄警察署
- 三沢警察署

### 所轄消防署
- 三沢市消防本部

### 教育

#### 高等学校
県立
- 三沢高等学校〔松園町1丁目〕
- 三沢商業高等学校〔春日台2丁目〕

#### 中学校
市立
- 第一中学校〔松園町2丁目〕
- 第二中学校〔大字三沢字園沢〕
- 第三中学校〔大字三沢字庭構〕（2012年に六川目8丁目から移転）
- 第五中学校〔字古間木山〕
- 堀口中学校〔大字三沢字堀口〕

※以下は廃校。
- 天ヶ森中学校〔大字天ケ森字天ケ森〕（2002年・第二中学校へ統合）

#### 小学校
市立
- 木崎野小学校〔東町4丁目〕
- 岡三沢小学校〔岡三沢3丁目〕
- 上久保小学校〔大町3丁目〕
- 古間木小学校〔古間木1丁目〕
- 三沢小学校〔大字三沢字園沢〕
- 三川目小学校〔鹿中2丁目〕
- おおぞら小学校 〔大字三沢字庭構〕

※以下は廃校。
- 根井小学校〔根井1丁目〕（2006年・おおぞら小学校を統合新設）
- 六川目小学校〔六川目2丁目〕（同上）
- 織笠小学校〔織笠4丁目〕（同上）
- 谷地頭小学校〔谷地頭1丁目〕（同上）
- 天ヶ森小学校〔大字天ケ森字天ケ森〕（2002年・織笠小学校へ統合）
- 淋代小学校〔淋代3丁目〕（2010年・三沢小学校へ統合）

#### 幼稚園
- カトリック幼稚園
- 松園幼稚園
- いちい幼稚園

#### 学校教育以外の施設

##### 保育所
- 三沢市立中央保育所
- 三沢乳児保育所
- 松園保育園
- 美野原保育園
- 光華保育園

##### 認定こども園
- 春日台保育園
- ふるまぎの森
- 愛子こども園
- チャリティー第一保育園
- チャリティー第二保育園
- 岡三沢こども園
- 平畑こども園
- 浜三沢保育所
- おおつ保育園
- 三川目保育園
- 鹿中保育園
- 淋代保育園
- 三沢第一幼稚園

### 金融機関
- 青森みちのく銀行
  - 三沢支店
  - 松園町支店
  - 堀口支店
  - 三沢中央支店・岡三沢支店
- 青い森信用金庫三沢支店（旧：十和田信金→八戸信金店）
- 青森県信用組合三沢支店

### 国の機関
- 国土交通省東京航空局三沢空港事務所
- 気象庁仙台管区気象台青森地方気象台三沢空港出張所
- 防衛省航空自衛隊三沢基地
- 防衛省航空自衛隊航空総隊北部航空方面隊司令部
- 防衛省東北防衛局三沢防衛事務所

### 在日米軍
- 在日米空軍三沢基地

### マスメディア
- 河北新報三沢支局
- 東奥日報三沢支局
- デーリー東北三沢総局
- 読売新聞三沢通信部
- 毎日新聞三沢通信部
- 朝日新聞三沢通信局
- NHK青森放送局三沢支局
- 北斗新報

### エリア放送
三沢市は、エリア放送地上一般放送局の免許を取得し
、
ワンセグ放送を実施している。
詳細は三沢市ケーブルテレビ#エリア放送を参照されたい。

## 隣接する自治体
- 上北郡：おいらせ町、東北町、六戸町、六ヶ所村

## 交通

### 鉄道
- 青い森鉄道
  - 青い森鉄道線：三沢駅

### 路線バス
- 十和田観光電鉄
  - 夜行高速シリウス号 七戸十和田・十和田・三沢・八戸 - 東京線
  - 特急 八戸 - 三沢空港連絡バス
  - 三沢 - 百石線
  - 三沢 - 東北町（旧上北町） - 七戸線
  - 三沢 - 四川目 - 平沼線
  - 三沢 - 大曲 - 六戸 - 上吉田線
- 三沢市コミュニティバス『みーばす』
- おいらせ町民バス
- 六戸町民バス

### 道路
- 一般国道
  - 国道338号

- 主要地方道
  - 青森県道8号八戸野辺地線
  - 青森県道10号三沢十和田線
  - 青森県道20号八戸三沢線
  - 青森県道22号三沢七戸線
- 一般県道
  - 青森県道170号天ケ森三沢線
    - 道の駅みさわ

  - 青森県道254号大町三沢線
- 広域農道
  - 東部上北広域農道

※高速道路は市内を通っていない。最寄り高速道路インターチェンジは第二みちのく有料道路三沢十和田下田IC、もしくは上北自動車道六戸三沢IC。

### 空港
- 三沢空港
  - 日本航空（JAL）
    - 東京（羽田空港）[注釈 2]
    - 大阪（伊丹空港）[注釈 3]
    - 札幌（丘珠空港）[注釈 4]

### 港湾
- 三沢漁港

## 名所・旧跡・観光スポット・祭事・催事

### 祭事・催事
開催日程順
- アメリカンデー（6月上旬）
- みさわ七夕祭り（7月下旬)）
- 小川原湖湖水まつり（7月下旬）
- 牛（べご）じゃがまつり（8月）
- 三沢まつり（8月下旬）
- みさわ港まつり（8月末か9月頭）
- 航空自衛隊三沢基地航空祭（9月上旬）
- みさわパティオフェスタ（9月中旬）
- 駅広祭り（9月中旬）
- みさわしばれるまつり（2月）
- ほっき祭り（3月）

### 観光スポット・名所・旧跡
- 斗南藩記念観光村（道の駅みさわ併設）〔谷地頭4丁目〕
- 寺山修司記念館〔三沢字淋代平〕
- 青森県立三沢航空科学館 〔三沢字北山〕 - YS-11
- 淋代海岸 （太平洋無着陸横断飛行記念碑）
- 古牧温泉
- 三沢ビードルビーチ〔三沢字浜通〕
- 歴史民俗資料館〔三沢字淋代平〕
- 先人記念館〔谷地頭4丁目〕 - 会津虎徹（旧斗南藩士広澤家所蔵の太刀）
- 渋沢文化会館〔古間木山〕
- 三沢市国際交流スポーツセンター

## 著名な出身者
- あしべゆうほ - 漫画家
- 新谷姫加 - タレント・アイドル
- 今井陽子 - 女優
- ELLY - 三代目 J SOUL BROTHERS from EXILE TRIBE・ダンサー
- 太田幸司 - 元プロ野球選手
- 大野果奈 - 元バレーボール選手、元全日本代表選手
- 大野果歩 - 元バレーボール選手
- 沖澤のどか - 指揮者
- 奥山かずさ - 女優・モデル
- かいしのぶ - 元グラビアアイドル
- 和興 - 俳優、モデル
- 柿崎幸男 - 元プロ野球選手
- 鹿原徳夫 - 元茨城放送アナウンサー
- 北向珠夕 - 女優・グラビアアイドル
- 北村正哉 - 元青森県知事
- 木村登勇 - 元プロボクサー
- 杏真理子 - 歌手
- 小林孝志 - ゲームクリエイター
- 小比類巻かほる - ミュージシャン
- 小比類巻貴之 - キックボクサー、元K-1選手
- 小比類巻富雄 - 三沢市長（在任中に死去）、元大三沢町長、元青森県議会議員
- 桜沢菜々子 - 元AV女優
- 佐々木明義 - 元プロ野球選手
- 沢居寛也 - ラグビー選手
- 澤岸隆幸 - NHKアナウンサー
- 沢田教一 - 写真家
- 杉本康雄 - 青森県立美術館館長、元みちのく銀行頭取
- 鈴木重令 - 三沢市長（在任中に死去）
- 李KPA - イラストレータ
- SWALLOW - 3人組バンド
- 貴ノ浪貞博 - 元大相撲力士(大関)19代年寄・音羽山
- 田中義三 - 新左翼活動家
- 種市篤暉 - プロ野球選手（千葉ロッテマリーンズ）
- 種市一正 - 元三沢市長、元JA全農会長
- 寺山修司 - 詩人
- 冨田開 - プロアイスホッケー選手（横浜GRITS）
- 中村優花 - バスケットボール選手
- バイロン・ハワード - 映画監督
- 橋本康成 - 元青森放送プロデューサー・ディレクター・アナウンサー
- 広沢安任 - 近代畜産の父
- 二又一成[11] - 声優
- MASSAN - MC
- 水谷ケイ - 女優・モデル
- 紫りら - 宝塚歌劇団星組
- モモ - シンガーソングライター
- 森本千絵 - アートディレクター
- 八重沢憲一 - 元プロ野球選手
- 安川結花 - 女優・プロレスラー
- 谷地恵美子 - 漫画家
- 山田美花 - 元バレーボール選手
- 山本希望 - 声優
- LIKIYA - THE RAMPAGE from EXILE TRIBE・ダンサー
- ひめか - 元プロレスラー
- 駒沢颯 - プロバスケ選手

## その他
- 日本の音風景100選：小川原湖畔の野鳥
- ラムサール条約：小川原湖近くの「仏沼」が指定。絶滅が危惧されているオオセッカなどが生息。